# Sphinx franckii
Sphinx franckii är en fjärilsart som beskrevs av Berthold Neumoegen 1893. Sphinx franckii ingår i släktet Sphinx och familjen svärmare. Inga underarter finns listade i Catalogue of Life.